# Bruce Vento
Bruce Frank Vento (* 7. Oktober 1940 in Saint Paul, Minnesota; † 10. Oktober 2000 ebenda) war ein amerikanischer Politiker. Zwischen 1977 und 2000 vertrat er den Bundesstaat Minnesota im US-Repräsentantenhaus.

## Werdegang
Bruce Vento besuchte die öffentlichen Schulen in Saint Paul. In den Jahren 1958 und 1959 absolvierte er dort das St. Thomas College. Daran schloss sich ein Studium an der University of Minnesota in Minneapolis an, das er im Jahr 1961 beendete. Bis 1965 studierte er dann an der University of Wisconsin, ehe er im Jahr 1966 seine Studienzeit an der University of Minnesota beendete. Zwischen 1965 und 1976 arbeitete Vento als Lehrer an den öffentlichen Schulen in Minneapolis. Politisch wurde er Mitglied der Demokratischen Partei, die sich in Minnesota seit einer Fusion im Jahr 1944 Democratic-Farmer-Labor Party nennt. Von 1971 bis 1976 war er Abgeordneter im Repräsentantenhaus von Minnesota.
Bei den Kongresswahlen des Jahres 1976 wurde Vento im vierten Wahlbezirk von Minnesota in das US-Repräsentantenhaus in Washington, D.C. gewählt, wo er am 3. Januar 1977 die Nachfolge von Joseph Karth antrat. Nach elf Wiederwahlen konnte er bis zu seinem Tod am 10. Oktober 2000 im Kongress verbleiben. Für die Wahlen des Jahres 2000 verzichtete er auf eine erneute Kandidatur. Er starb noch vor Ablauf seiner letzten Amtszeit am 3. Januar 2001.
Bruce Vento setzte sich für die Umwelt ein. Außerdem war er im Jahr 1986 maßgeblich am sogenannten McKinney–Vento Homeless Assistance Act beteiligt. Durch dieses Gesetz, an dem außerdem der republikanische Abgeordnete Stewart McKinney aus Connecticut mitwirkte, wurde die Situation der Heimatlosen verbessert. Bruce Vento starb an einer seltenen, durch Asbestvergiftung hervorgerufenen, Krebsart, das sogenannte Asbest-Mesotheliom.